# Stewart SF3
A Stewart SF3 egy Formula–1-es versenyautó, amelyet a Stewart Grand Prix csapat tervezett és versenyeztetett az 1999-es Formula–1 világbajnokság során. Pilótái Rubens Barrichello és Johnny Herbert voltak. Ez volt a csapat utolsó, egyben legsikeresebb autója, amellyel futamot is tudtak nyerni.

## Áttekintés
AZ SF03 tervezése már 1998-ban elkezdődött, Silverstone-ban Luciano Burti és Mario Haberfeld is tesztelték, majd 1998 októberében Jos Verstappen is. Először 1999. január 7-én mutatták be a nagyközönségnek. Az autóba a Ford-Cosworth új fejlesztésű, korszerű és kompakt motorja, a CR-1-es került, a gyár pedig kizárólag a Stewart csapatnak szállított motort ebben az idényben. A brit nagydíjat követően további fejlesztéseket kapott az autó.
A festés hasonló maradt az előző évekhez: a fehér alapszínen kétoldalt végighúzódó skótkockás csík volt látható. A HSBC volt a legnagyobb szponzoruk, a motorpartner Ford pedig nagy felületen szerepeltette a logóját. Szezon közben érkezett a William Grant & Sons és a Global Beach, mint nagyobb szponzor, és ezzel egyidejűleg elkészülhetett a csapat első weboldala is.

## A szezon
Nem indult jól az idény: Ausztráliában döbbenetes módon mindkét autó kigyulladt a rajtrácson olajszivárgás miatt. Barrichello el tudott indulni a futamon a tartalék autóval és ötödik lett. Hazai versenyén a harmadik helyre kvalifikált Brazíliában és egy ideig még vezette is a futamot, de motorhiba miatt kiesett, ahogy Herbert is. Barrichello aztán Imolában már dobogóra állhatott, de ezután balszerencsés esetek miatt kerültek messze a pontszerzéstől: Monacóban a brazilt kizárták, mert szabálytalan volt a padlólemeze. Herbert az idény első öt versenyén célba se tudott érni, de aztán Kanadában egy ötödik hellyel ő is megszerezte első pontjait. Franciaországban Barichello pole pozíciót szerzett, harmadikként ért célba, és megfutotta a verseny leggyorsabb körét is.
Ezt követően ismét balszerencsésebb időszak kezdődött, Herbert nem ért célba pontszerző helyeken, Barrichello pedig többször is kiesett. A csoda az európai nagydíjon történt meg: a kaotikus futamot Herbert a tizennegyedik helyről indulva nyerte meg, Barrichello pedig második lett, a csapat tehát fennállása első és egyetlen győzelmét rögtön kettős győzelemmel abszolválta.
A maláj nagydíjon gyűjtött pontjaikkal a csapat összesen 36 pontot szerzett, amivel konstruktőri negyedik lett. Az év végén bejelentették, hogy a Ford gyári csapattá alakítja az istállót, amely Jaguar néven vesz részt 2000-től a bajnoki küzdelmekben.

## Utóélete
1999 decemberében Eddie Irvine, aki Barrichellót váltotta 2000-től, tesztelhette az autót Jerezben, amelyen rajta volt az összes szponzori matrica, Irvine viszont teljesen szponzormentes felszerelésben vezetett.
2000-ben Tom Kristensen tesztelte az autót a Michelin abroncsaival.

## Eredmények
Félkövérrel jelölve a pole pozíció, dőlt betűvel a leggyorsabb kör.
| Év   | Csapat            | Motor              | Gumik | Pilóták            | 1   | 2   | 3   | 4   | 5   | 6   | 7   | 8   | 9   | 10  | 11  | 12  | 13  | 14  | 15  | 16  | Pontok | Helyezés |
| ---- | ----------------- | ------------------ | ----- | ------------------ | --- | --- | --- | --- | --- | --- | --- | --- | --- | --- | --- | --- | --- | --- | --- | --- | ------ | -------- |
| 1999 | HSBC Stewart Ford | Ford-Cosworth CR-1 | B     |                    | AUS | BRA | SMR | MON | ESP | CAN | FRA | GBR | AUT | GER | HUN | BEL | ITA | EUR | MAL | JPN | 36     | 4.       |
| 1999 | HSBC Stewart Ford | Ford-Cosworth CR-1 | B     | Rubens Barrichello | 5   | KI  | 3   | 9   | KIZ | KI  | 3   | 8   | KI  | KI  | 5   | 10  | 4   | 3   | 5   | 8   | 36     | 4.       |
| 1999 | HSBC Stewart Ford | Ford-Cosworth CR-1 | B     | Johnny Herbert     | NI  | KI  | 10  | KI  | KI  | 5   | KI  | 12  | 14  | 11  | 11  | KI  | KI  | 1   | 4   | 7   | 36     | 4.       |

† - Nem fejezte be a futamot, de rangsorolták, miután teljesítette a versenytáv 90 százalékát.

## Forráshivatkozások
1. ↑  Ford Announce the Purchase of Stewart Grand Prix. www.atlasf1.com. (Hozzáférés: 2024. december 19.)
2. ↑  News update on teams' testing. www.atlasf1.com. (Hozzáférés: 2024. december 19.)
3. ↑  https://au.motorsport.com/f1/news/ford-cosworth-v10-cr-1-fast-facts/1734792/
4. ↑  Stewart Land Exclusive Engine Deal With Ford. www.atlasf1.com. (Hozzáférés: 2024. december 19.)
5. ↑  New Sponsor for Stewart; SF3 Modified. www.atlasf1.com. (Hozzáférés: 2024. december 19.)
6. ↑  STEWART GRAND PRIX DRIVES ONLINE AT BRITISH GRAND PRIX (angol nyelven). www.verizon.com, 1999. július 9. (Hozzáférés: 2024. december 19.)
7. ↑  Jerez Test - Day Two: 14 December. | F1 | Crash.net (angol nyelven). www.crash.net, 1999. december 14. (Hozzáférés: 2024. december 19.)